# 浅井政元
浅井 政元（あざい まさもと）は、戦国時代から安土桃山時代にかけての武将。浅井氏の家臣。

## 来歴
浅井久政の次男として誕生。浅井家の財政管理を行っていたという。また、智謀にも優れ、参謀役として兄・長政を補佐した。
天正元年（1573年）、羽柴秀吉を総大将とする織田軍の小谷城攻め（小谷城の戦い）で、落城寸前まで戦い抜き自害した。享年26。

## 系譜
- 『寛政重修諸家譜[1]』には記載がない。
- 『柳営婦女伝[2]』には記載がない。
- 『諸家系図纂（続群書類従）[3]』には記載がない。
- 『東浅井郡誌[4]』では『浅井三代記』に登場する海津長門守政元が「亮政聟」とされていることから、海津政元というのは、久政の娘婿で海津を本拠とする田屋氏の出身の浅井明政の「偽名」であるとしている。
  -  ウィキソースには、浅井三代記/海津信濃守政義謀叛の事の原文があります。